# Gringalių miškas
Gringalių miškas este o arie protejată (arie specială de conservare — SAC, sit de importanță comunitară — SCI) din Lituania întinsă pe o suprafață de 476,25 ha, integral pe uscat.

## Localizare
Centrul sitului Gringalių miškas este situat la coordonatele 55°30′33″N 24°05′58″E / 55.5092°N 24.0994°E.

## Înființare
Situl Gringalių miškas a fost declarat sit de importanță comunitară în martie 2004 pentru a proteja 3 specii de animale. Situl a fost protejat și ca arie specială de conservare în august 2020.

## Biodiversitate
Situată în ecoregiunea boreală, aria protejată conține 2 habitate naturale: Taiga vestică, Păduri caducifoliate de mlaștină fino-scandinave.
La baza desemnării sitului se află mai multe specii protejate de  nevertebrate (3): fluturele flitirar (Euphydryas maturna), fluturele purpuriu (Lycaena dispar), Osmoderma eremita.
Pe lângă speciile protejate, pe teritoriul sitului au mai fost identificate 2 specii de păsări, 2 specii de nevertebrate.